# Inés Ferrer Suárez
Inés Ferrer Suárez (* 1. Juni 1990) ist eine ehemalige spanische Tennisspielerin.

## Karriere
Ferrer Suárez spielte hauptsächlich auf Turnieren der ITF Women’s World Tennis Tour, bei der sie zwei Einzel- und neun Doppeltitel gewinnen konnte.
In der 2. Tennis-Bundesliga spielte sie 2013 für den MTTC Iphitos München und 2015 für den Braunschweiger THC.

## Turniersiege

### Einzel
| Nr. | Datum             | Turnier  | Kategorie   | Belag | Finalgegnerin         | Ergebnis      |
| --- | ----------------- | -------- | ----------- | ----- | --------------------- | ------------- |
| 1.  | 31. Mai 2009      | Tortosa  | ITF $10.000 | Sand  | Yera Campos Molina    | 7:5, 4:6, 6:3 |
| 2.  | 28. November 2010 | Asunción | ITF $10.000 | Sand  | Eva Fernández-Brugués | 6:2, 6:2      |

### Doppel
| Nr. | Datum              | Turnier                 | Kategorie    | Belag     | Partnerin             | Finalgegnerinnen                             | Ergebnis          |
| --- | ------------------ | ----------------------- | ------------ | --------- | --------------------- | -------------------------------------------- | ----------------- |
| 1.  | 4. Juli 2010       | Mont-de-Marsan          | ITF $25.000  | Sand      | Lara Arruabarrena     | Nadija Kitschenok Constance Sibille          | 6:3, 6:1          |
| 2.  | 6. November 2010   | Mallorca                | ITF $10.000  | Sand      | Lara Arruabarrena     | Maria João Koehler Awgusta Zybyschewa        | 7:5, 6:2          |
| 3.  | 21. Mai 2011       | Santa Coloma de Farners | ITF $10.000  | Sand      | Eva Fernández-Brugués | Viktorija Golubic Nina Zander                | 6:3, 6:73, [10:4] |
| 4.  | 12. November 2011  | Benicarlo               | ITF $25.000  | Sand      | Richèl Hogenkamp      | Jekaterina Lopes Aleksandrina Najdenowa      | 7:66, 6:4         |
| 5.  | 16. Dezember 2011  | Santiago                | ITF $25.000  | Sand      | Richèl Hogenkamp      | Mailen Auroux Maria Irigoyen                 | 6:4, 3:6, [10:5]  |
| 6.  | 28. Juli 2012      | Olmütz                  | ITF $100.000 | Sand      | Richèl Hogenkamp      | Julija Bejhelsymer Renata Voráčová           | 6:2, 7:64         |
| 7.  | 28. Februar 2014   | Palmanova               | ITF $10.000  | Sand      | Olga Parres Azcoitia  | Kim Grajdek Monique Zuur                     | 6:2, 7:63         |
| 8.  | 20. Juni 2014      | Montpellier             | ITF $25.000  | Sand      | Sara Sorribes Tormo   | Hsu Chieh-yu Eliza Kostowa                   | 2:6, 6:3, [12:10] |
| 9.  | 19. September 2014 | Madrid                  | ITF $10.000  | Hartplatz | Maria Sakkari         | Yvonne Cavalle-Reimers Lucía Cervera Vázquez | 6:2, 3:6, [11:9]  |